# محمود ملاقاسمی
محمود ملاقاسمی تبریزی (زادهٔ ۱۶ فروردین ۱۳۰۸ در تهران) کشتی‌گیر آزادکار سابق ایرانی است که برندهٔ یک مدال برنز المپیک ۱۹۵۲ هلسینکی و مدال نقرهٔ قهرمانی کشتی جهان ۱۹۵۱ هلسینکی در دستهٔ ۵۲ کیلو شده‌است. 
وی در مسابقات هلسینکی ۱۹۵۲ به‌همراه غلامرضا تختی، ناصر گیوه‌چی، جهانبخت توفیق و عبدالله مجتبوی افتخار آفرینی کردند. پس از حضور در این مسابقات میان غلامرضا تختی و محمود ملاقاسمی رفاقتی عمیق شکل گرفت.

## عناوین و افتخارات ملی و بین المللی
وی اولین مدال جهان و المپیک درکشتی آزاد را برای ایران کسب کرده است.
همچنین وی عضو اولین تیم تاریخ کشتی فرنگی ایران در مسابقات جهانی ۱۹۵۰ استکهلم سوئد بود که به رتبه پنجم جهان دست یافت.
وی ۱ مدال طلا در مسابقات کشتی آزاد قهرمانی کشور کسب کرده است.
وی ۲ مدال طلا نیز در مسابقات کشتی فرنگی قهرمانی کشور کسب کرده است.
لازم به ذکر است که وی، در مسابقه نهایی، سال ۱۳۲۹ کشتی آزاد، محمدمهدی یعقوبی و سال ۱۳۳۰ کشتی فرنگی، شعبان بابااولادی را شکست داد.

## محل زندگی
محمود ملاقاسمی هم اکنون در ایالات متحده آمریکا ساکن می باشد.